# Pseudois schaeferi
Pseudois schaeferi är en art i underfamiljen getdjur som är nära släkt med blåfåret och den listas ibland som underart till blåfåret. Idag finns bara ett fåtal individer kvar som lever i ett område vid Yangtze i Kina.

## Kännetecken
Liksom blåfåret påminner djuret mer om getter än om får. Pälsen är gråblå på ovansidan och lite mörkare än hos blåfåret. Extremiteterna är ännu mörkare. På buken förekommer vitaktig päls. Kroppslängden (huvud och bål) är 109 till 160 centimeter, mankhöjden ligger mellan 50 och 80 centimeter och svansen är 7 till 17 centimeter lång. Honor är med en vikt av 17 till 40 kg oftast lättare än hannar. Hannar väger vanligen 28 till 39 kg och i sällsynta fall upp till 60 kg.
Honans horn är korta och raka. Hannar har böjda horn som kan vara upp till 41 cm långa.

## Utbredning och habitat
Pseudois schaeferi lever i en 300 km² stor och långsträckt region vid övre Yangtze. Området ligger i västra delen av provinsen Sichuan, i nordvästra Yunnan samt i prefekturen Chamdo som tillhör den autonoma republiken Tibet. Habitatet utgörs av klippiga bergstrakter mellan 2 700 och 3 200 meter över havet.
Djuret lever i motsats till blåfåret i bergstraktens dalgångar. Området är täckt av gräs, låga buskar, lav och mossa. Kanske besöks ibland öppna barrskogar och skogsgläntor. Arten undviker däremot remsan med tätare lövskog som ligger mellan dalgången och bergstopparna. Pseudois schaeferi når inte blåfårets utbredningsområde som ligger ovanför lövskogen.

## Levnadssätt
Det är inte mycket känt om artens levnadssätt. Den lever ensam (endast enligt originalbeskrivningen) eller i mindre grupper med upp till åtta individer. Tidigare var flockarna större med upp till 36 medlemmar. Det finns grupper med endast hannar, med endast honor (och deras ungar) samt blandade grupper. Pseudois schaeferi är växtätare och livnär sig främst av gräs, blad från buskar och mossa. Parningen sker vanligen i november och december. Ungarna (en per hona) föds efter 6 månaders dräktighet i slutet av maj eller juni. Ungen diar sin mor cirka 6 månader och efter ungefär 1,5 år blir den könsmogen. Det dröjer upp till 7 år tills hannar når sin största storlek.
Artens naturliga fiender är vargen, asiatisk vildhund, leoparden och olika rovfåglar.

## Hot
Djurets population uppskattas till endast 200 individer. De hotas av jakt och konkurrensen med människans tamboskap. 1995 etablerades vid staden Zhubalong ett 142 km² stort skyddsområde men även här hotas de av tjuvjakt. IUCN listar arten som starkt hotad (endangered).

## Systematik
Pseudois schaeferi bildar tillsammans med blåfåret släktet Pseudois i underfamiljen getdjur (Caprinae). För västvärldens forskare blev djuret känt 1934-36 genom en tysk Tibetexpedition under Ernst Schäfer och Brooke Dolan. I början betraktades de som vanliga blåfår men 1963 listades de av den tyske zoologen Theodor Haltenorth som underart till blåfåret. Sedan 1978 har de status som självständig art men klassificeringen är omstridd.